# Chimärenflügler
Chimärenflügler (Coxoplectoptera) sind eine urtümliche, ausgestorbene Insektengruppe aus der Stammlinie der Eintagsfliegen, die erst 2011 wissenschaftlich beschrieben wurde. Geflügelte Tiere und die wasserlebenden Larven waren räuberisch und besaßen Fangbeine, die an Gottesanbeterinnen erinnern. Die Larven haben eine merkwürdige, Bachflohkrebs-ähnliche Gestalt. Die Chimärenflügler lebten im Erdmittelalter. Bislang wurden nur Fossilien von zwei erwachsenen Tieren und über 20 Larven wissenschaftlich beschrieben (insgesamt wurden mindestens 30–40 Larven gefunden).

## Etymologie
Die Gattung Mickoleitia und Familie Mickoleitiidae wurden zu Ehren des Tübinger Zoologen Gerhard Mickoleit benannt. Der wissenschaftliche Name Coxoplectoptera leitet sich von den verlängerten Hüftgliedern (Coxen) der larvalen und imaginalen Beine ab sowie von dem alten wissenschaftlichen Namen Plectoptera für Eintagsfliegen (nicht zu verwechseln mit Plecoptera für Steinfliegen). Der deutsche Name Chimärenflügler bezieht sich auf die erwachsenen Tiere, die wegen ihrer ungewöhnlichen Merkmalskombination (Brust und Hinterflügelform einer Großlibelle, Flügelgeäder eines primitiven Vorfahren der Eintagsfliegen, und Vorderbeine als Fangbeine wie die einer Gottesanbeterin) wie ein aus verschiedenen, unverwandten Tieren zusammengesetztes Wesen (Chimäre der griechischen Mythologie) wirken.

## Entdeckungsgeschichte
Die Larven der Coxoplectoptera sind in den Plattenkalken der Crato-Formation nicht selten zu finden, so dass sie bei den brasilianischen Steinbrucharbeitern sogar einen besonderen Namen („Abacaxi“ = Ananas) erhalten haben. Von Bechly (2001: Abb. 36) wurden die Larven erstmals abgebildet und auf ihre seltsame Morphologie hingewiesen. Auch Staniczek (2002, 2003) diskutierte diese Larven und erwähnte, dass diese wohl schon zu Lebzeiten eine Art „Lebende Fossilien“ waren. Der Göttinger Biologe Rainer Willmann beschrieb in Martill, Bechly & Loveridge (2007) diese Larven und ordnete sie irrtümlich der Familie Cretereismatidae zu, die er als Adulttiere von der gleichen Fundstelle als Stammgruppenvertreter der Eintagsfliegen beschrieben hat. Die deutschen (Paläo)entomologen Günter Bechly und Arnold H. Staniczek hatten im Rahmen der Arbeiten zu dieser Monografie der Crato-Formation bereits in der Sammlung des Stuttgarter Naturkundemuseums das adulte Fossil entdeckt, das später zum Holotypus von Mickoleitia longimanus werden sollte. Sie bildeten es in Martill, Bechly & Loveridge 2007 (Fig. 11.90i,j) als unbeschriebenen Stammgruppenvertreter der Eintagsfliegen ab und erwähnten in einer kurzen Bildlegende auch schon die mögliche Beziehung zu den Larven. Die eigentliche Beschreibung der Coxoplectoptera und der Nachweis der Zugehörigkeit der Larven wurde von Staniczek, Bechly & Godunko (2011) in einem Sonderband über kreidezeitliche Insekten der Zeitschrift „Insect Systematics & Evolution“ veröffentlicht. Die Autoren erkannten zudem, dass zwei rätselhafte Larven (Mesogenesia petersae = Archaeobehnigia edmundsi) aus dem mittleren oder oberen Jura von Transbaikalien, die von Tshernova (1977) irrtümlich als moderne Eintagsfliegenlarven beschrieben worden waren, ebenfalls zu den Coxoplectoptera gehören. Die Entdeckung und Beschreibung der Chimärenflügler zählte zu den spektakuläreren paläontologischen Ereignissen des Jahres 2011 und rief ein weltweites Medieninteresse hervor.

## Körperbau

### Imago
Das erwachsene Stadium der Typusart Mickoleitia longimanus hat eine Flügellänge von 28–29 mm und eine vermutliche (der Hinterleib ist nicht erhalten) Körperlänge von 35–40 mm. Eine zweite unbenannte Art der Gattung Mickoleitia ist nur etwa halb so groß und ist nur durch ein einziges Fossil in einer japanischen Privatsammlung bekannt. Am Kopf sitzen große Komplexaugen und funktionale Mundwerkzeuge sind offenbar vorhanden (erhalten sind 3-gliedrige Lippentaster). Die Brustsegmente sind schräg nach hinten gekippt wie bei Libellen, wodurch die vorderen Fangbeine stärker nach vorn geschoben sind. Alle Beine haben ein stark verlängertes und freiliegendes Hüftglied (Coxa). Die Vorderbeine sind als subchelate Fangbeine ausgebildet mit eingliedrigem Tarsus mit unpaarer Klaue. Sehr wahrscheinlich endete der Hinterleib in drei Schwanzfäden (Cerci und Terminalfilum) wie bei heutigen Eintagsfliegen und deren permischen Stammgruppenvertretern (Permoplectoptera, z. B. Protereismatidae). Da die Männchen der heutigen Eintagsfliegen und der Permoplectoptera zu genitalen Greifzangen umgebildete Gonopoden besitzen, um die Weibchen bei der Paarung zu ergreifen, ist dieser Merkmalszustand und dieses Verhalten auch für die Coxoplectoptera zu vermuten, die stammesgeschichtlich als Bindeglied zwischen diesen beiden Gruppen einzuordnen sind.

### Larve

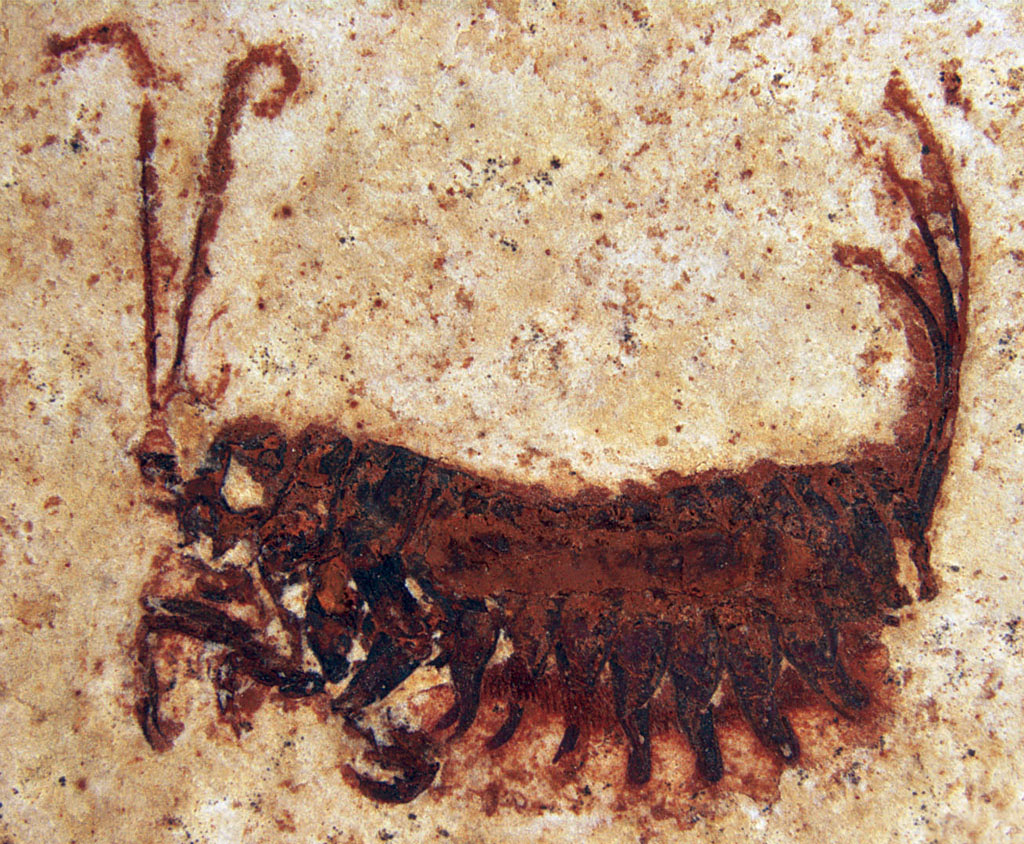
Mickoleitia spec. Larve

Die mehr als 20 beschriebenen fossilen Larven haben je nach Stadium eine Körperlänge von 10–32 mm. Sie sind einzigartig unter allen bekannten fossilen und rezenten aquatischen Insektenlarven durch ihren seitlich abgeplatteten Körperbau, der eher an Bachflohkrebse erinnert. Viele der Larven sind in einer charakteristischen Stellung, mit konkav durchgebogenem Rücken und hoch aufgerichteten Fühlern und Schwanzfäden eingebettet, die Vorderbeine stets in Fangstellung wie bei einer Gottesanbeterin. Der Kopf ist stark gepanzert und mit horn- bzw. schaufelartigen Auswüchsen versehen. Von den Mundwerkzeugen sind überkreuzte, säbelartige Kiefer (Mandibeln) und eine schaufelförmige Unterlippe (Labium) bekannt. Alle Beine haben ein stark verlängertes Hüftglied wie die erwachsenen Tiere. Die Vorderbeine sind schlanke Fangbeine mit fast identischem Aufbau wie bei den erwachsenen Tieren, wobei die Tibia aber verkürzt ist und möglicherweise mit dem eingliedrigen Tarsus verwachsen ist. An allen Tarsen ist nur eine unpaare Klaue vorhanden. Die griffelförmigen und nach unten gerichteten Hinterleibskiemen sitzen am 1. bis 7. Abdominalsegment. Diese Kiemen haben einen breiten, stärker sklerotisierten Basisabschnitt und einen schmalen, eher membranösen Distalabschnitt. Die Kiemen setzen innerhalb der abdominalen Rückenschilde (Tergite) an, die deutlich von den Bauchschilden (Sternite) abgegrenzt sind. Die seitlichen Cerci und das mediane Terminalfilum bilden drei lange Schwanzfäden, die mit feinen und langen Härchen dicht gesäumt sind.

## Lebensweise

### Imago
Da am Kopf des Holotypusexemplars deutlich Mundwerkzeuge (Palpen) zu erkennen sind, haben die erwachsenen Tiere sicherlich Nahrung zu sich genommen. Dies steht im Gegensatz zu den modernen Eintagsfliegen, deren erwachsenes Stadium ein reines Vermehrungsstadium ist, das nicht mehr frisst und dessen Mundwerkzeuge daher stark zurückgebildet sind. Die als Fangbeine ausgebildeten Vorderbeine und die schräggestellte Brust belegen, dass es sich um Räuber gehandelt hat, die vermutlich aktiv im Flug andere Insekten erbeutet haben. Die libellenartigen Flügel und großen Hinterflügel deuten zudem darauf hin, dass die Chimärenflügler geschickte und schnelle Flieger waren.

### Larve
Die Fundhäufigkeit und bestimmte anatomische Anpassungen (7 Paar Kiemenanhänge am Hinterleib, drei dicht mit Schwimmhaaren gesäumte Schwanzfäden) belegen, dass die Larven wie heutige Eintagsfliegenlarven im fließenden Süßwasser gelebt haben müssen, und in die brackische Lagune, in der die Plattenkalke mit den Fossilien abgelagert wurden, als allochthone Elemente eingeschwemmt worden sind. Die wie bei den erwachsenen Tieren als Fangbeine ausgebildeten Vorderbeine und die kräftigen und gebogenen Kiefer (Mandibeln) sowie großen Augen und langen Antennen zeigen, dass auch die Larven räuberisch gelebt haben. Auf der anderen Seite deuten die kräftigen, verkürzten und verbreiterten Mittel- und Hinterbeine, die kräftige Körperpanzerung und schaufelartige Fortsätze am Kopf darauf hin, dass die Tiere gegraben haben. Die Beschreiber vermuten daher, dass die Larven halb eingegraben im Gewässergrund als Lauerjäger gelebt haben und vorbeischwimmende oder vorbeilaufende kleine Wassertiere ergriffen haben.

## Evolution und Stammesgeschichte
Die Larven der Coxoplectoptera lieferten neue Hinweise zur Klärung des evolutionären Ursprungs der Insektenflügel. Bislang galten zwei Theorien, Paranotal-Theorie und Exit-Theorie, als unvereinbare Alternativen, für die jeweils unterschiedliche Evidenzen aus Fossilbericht, vergleichender Morphologie, Entwicklungsbiologie und Genetik sprachen. Der Nachweis, dass Beingene bei der Ontogenese der larvalen Flügelanlagen exprimiert werden, galt als überzeugender Beleg für die Exit-Theorie, die den Insektenflügel von umgewandelten, beweglichen Ästen (Exiten) der Spaltbeine herleitet. Die Larven der Coxoplectoptera zeigen jedoch, dass die Hinterleibskiemen der Eintagsfliegen und ihrer Ahnen, die als den Flügeln seriell entsprechende Organe gelten, innerhalb der Rückenschilde entspringen. Bei modernen Eintagsfliegen ist dies nicht erkennbar, da im Hinterleib der Larven die Rücken- und Bauchschilde stets zu Ringen verwachsen sind, und auch embryonal keine Hinweise zu finden sind. Wenn Larvenkiemen und Flügel sich entsprechende (seriell homologe) Strukturen sind und somit den gleichen evolutionären Ursprung haben, so bedeutet der Befund der Coxoplectoptera-Larven, dass auch die Flügel tergalen Ursprungs sind, wie es die klassische Paranotal-Theorie besagte. Staniczek, Bechly & Godunko (2011) schlugen daher eine neue Hypothese vor, die die neuen paläontologischen Befunde mit den Ergebnissen der Entwicklungsgenetik in Einklang bringen könnte. Demnach seien Flügel zunächst als starre Auswüchse der Rückenschilde (Paranota) entstanden, und erst später in der Evolution wären diese Auswüchse durch die sekundäre „Rekrutierung“ von Beingenen beweglich geworden.
Innerhalb der Fluginsekten stellen die Coxoplectoptera die Schwestergruppe der modernen Eintagsfliegen dar. Für eine nächste Verwandtschaft mit den Eintagsfliegen sprechen folgende Merkmale als Synapomorphien: Flügelgeäder mit Costalverspantung („costal brace“, fehlt bei allen anderen Fluginsekten), Larven mit 7 Paar Abdominalkiemen (im Gegensatz zu noch 9 Paaren bei den Permoplectoptera, z. B. Larven von Protereisma), Larven mit eingliedrigem und einklauigem Tarsus (im Gegensatz zu noch 3-gliedrigen Tarsen mit paarigen Klauen bei den Permoplectoptera, z. B. Larven von Protereisma).
Gemeinsam mit den Eintagsfliegen und den Libellen gehören die Coxoplectoptera zur monophyletischen Gruppe der Palaeoptera, die durch einen abgeleiteten Bau des Flügelgelenks mit verschmolzenen Skleriten und eine senkrechte Flügelruhehaltung im Grundplan gekennzeichnet sind, sowie auch durch Schaltadern zwischen den eigentlichen Längsadern (insbesondere IR1+ zwischen RP1- und RP2- und IR2+ zwischen RP2- und RP3/4-).
Die Coxoplectoptera waren sehr ursprünglich und glichen eher frühen Ahnen der Eintagsfliegen aus dem Erdaltertum, beispielsweise in der plesiomorphen Ausprägung der Costalverspantung im Flügelgeäder der erwachsenen Tiere und der deutlich abgegliederten, vermutlich beweglichen Flügelscheiden der Larven. Auch die großen und breiten Hinterflügel sind ein ursprünglicher Merkmalszustand im Vergleich zu den verkleinerten Hinterflügeln der Eintagsfliegen und den schlanken Hinterflügeln der Permoplectoptera.
Die Monophylie der Coxoplectoptera ist durch eine Reihe von autapomorphen Besonderheiten der Gruppe belegt, wie z. B. im erwachsenen Stadium durch die Fangbeine und die eingliedrigen Füße mit unpaarer Klaue, sowie im Larvenstadium durch die seitlich abgeflachte Körperform, die Körperpanzerung, die Fangbeine und Grabbeine und die griffelförmige Gestalt der nach unten gerichteten Hinterleibskiemen.
Nachgewiesen sind die Coxoplectoptera im Jura und in der Unteren Kreidezeit. Wann und warum sie ausgestorben sind, ist noch nicht bekannt.

## Systematik
Die ausgestorbene Ordnung der Chimärenflügler (Coxoplectoptera) umfasst nur eine Familie (Mickoleitiidae) mit zwei Gattungen:
Mickoleitia (Untere Kreide, Crato-Formation, Brasilien):
- Mickoleitia longimanus (Typusart)
- Mickoleitia spec. (kleinere unbenannte Art, nur ein adultes Fossilexemplar in einer japanischen Privatsammlung)

Mesogenesia (Jura, Transbaikalien):
- Mesogenesia petersae (= Archaeobehnigia edmundsi)